# 倫德斯特勒姆穹丘
80°31′S 20°25′W / 80.517°S 20.417°W
倫德斯特勒姆穹丘是南極洲的穹丘，位於科茨地，海拔高度約1,400米，在1967年由美國海軍拍攝空中照片，以瑞典安全火柴發明家命名，現時由南極條約體系管理。